# The Fighting Stranger
The Fighting Stranger è un film muto del 1921 diretto da Webster Cullison. Di genere western, aveva come interpreti Franklyn Farnum, popolare cowboy dello schermo, Flora Hollister, Vester Pegg, W.A. Alleman.
La sceneggiatura si basa su Danger, racconto di William E. Wing.

## Trama
Il bandito Australia Joe, rilasciato dal carcere, tenta una rapina in banca, fuggendo poi via. La sua banda ruba negli uffici del municipio di una cittadina del West, prendendo dei documenti per conto di un misterioso personaggio altolocato. Joe scopre di chi si tratta e impedisce il suo matrimonio con la figlia dell'uomo che lui aveva incastrato. Con sorpresa di tutti, Joe si rivela essere un agente dei servizi segreti e non un noto bandito come credevano tutti.

## Produzione
Il film fu prodotto dalla Canyon Pictures Corporation e dalla William N. Selig Productions.

## Distribuzione
Il copyright del film, richiesto dalla Canyon Pictures Corp., fu registrato il 25 gennaio 1921 con il numero U16048. Distribuito dalla Aywon Film, uscì nelle sale statunitensi il 25 gennaio 1921.
Non si conoscono copie ancora esistenti della pellicola che viene considerata presumibilmente perduta.